# Naliściak mały
Naliściak mały, naliściak zielonoszyjny (Phyllobius (Subphyllobius) virideaeris) – gatunek chrząszcza z rodziny ryjkowcowatych i podrodziny Entiminae. Występuje od Europy i Afryki Północnej po Syberię i Mongolię.

## Taksonomia
Gatunek ten został opisany po raz pierwszy w 1781 roku przez Johanna Nepomuka von Laichartinga jako Curculio virideaeris. Wyróżnia się w jego obrębie podgatunki:
- Phyllobius virideaeris cinereipennis Gyllenhal, 1834
- Phyllobius virideaeris padanus Pesarini, 1975
- Phyllobius virideaeris pedestris Schilsky, 1911
- Phyllobius virideaeris virideaeris (Laicharting, 1781)

## Wygląd
Chrząszcz o ciele długości od 3,9 do 5 mm, gęsto i równomiernie porośniętym zielonymi, rzadziej niebieskawymi łuskami, które na głowie i przedpleczu ściśle do siebie przylegają. W przeciwieństwie do pokrewnego P. parvulus gęsto rozmieszczone łuski występują również na odwłoku. Barwa odnóży jest żółtoczerwonado czerwonobrązowej z udami, a czasem także buławkami czułków ciemniejszymi. Dość krótki i trochę tylko węższy od głowy ryjek ma dołki na czułki położone na górnej swej powierzchni. Pokrywy mają dobrze wykształcone barki, bardzo krótkie i niemal przylegające szczecinki na międzyrzędach oraz pozbawione są odgiętej listewki w części tylne. Odnóża mają uda pozbawione wyraźnych ząbków i zrośnięte pazurki. 

## Ekologia i występowanie

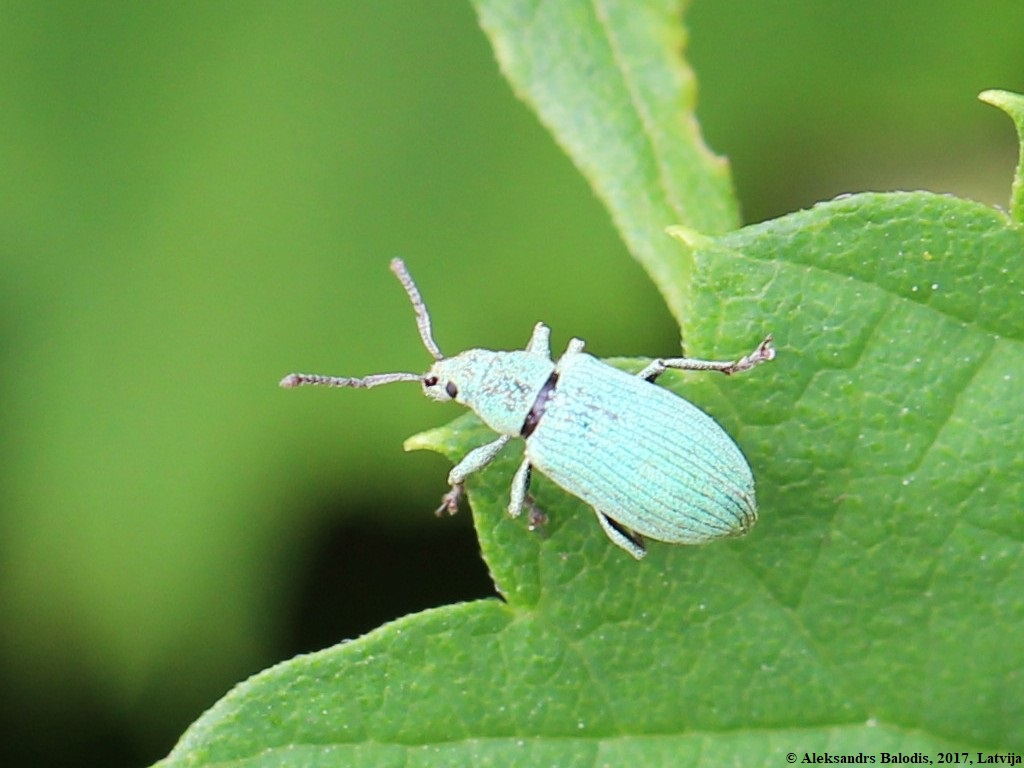

Owad ten występuje od nizin po tereny górzyste na łąkach, miedzach, siedliskach ruderalnych, ugorach, przydrożach i przytorzach. Imagines spotyka się od maja do lipca lub sierpnia na roślinach żywicielskich. Prowadzą aktywność dzienną. Są polifagicznymi foliofagami. Żerują na astrowatych, np. krwawnikach i bylicach, a także różnych krzewach i drzewach liściastych. Również polifagifagiczne larwy przechodzą rozwój w glebie, gdzie odżywiają się korzeniami.
Gatunek zachodniopalearktyczny, w Europie stwierdzony w Hiszpanii, Irlandii, Wielkiej Brytanii, Francji, Belgii, Holandii, Niemczech, Danii, Szwecji, Norwegii, Finlandii, Estonii, Łotwie, Litwie, Szwajcarii, Austrii, Włoszech, Polsce, Białorusi, Czechach, Słowacji, na Węgrzech, Ukrainie, w Chorwacji, Mołdawii, Bułgarii i Rosji. Ponadto znany jest z Algierii, Bliskiego Wschodu, Kaukazu, Syberii i Mongolii. W Polsce występuje pospolicie na terenie całego kraju.